# Змієшийка австралійська
Змієшийка австралійська (Anhinga novaehollandiae) — вид сулоподібних птахів родини змієшийкових (Anhingidae).

## Поширення
Вид поширений в Австралії, Новій Гвінеї, на Молуккських і Малих Зондських островах, на острові Нова Британія. Як залітний вид спостерігався у Тасманії і Новій Зеландії.

## Опис
Стрункий птах завдовжки 85-97 см і вагою 1-1,8 кг. Шия довга і гнучка. У самців тіло чорне. У самиць черево, груди та горло білі. Під оком і далі по шиї проходить біла смужка. Крила чорні з білими смугами. Дзьоб жовтий, дуже довгий і гострий. Ноги жовті, перетинчасті.

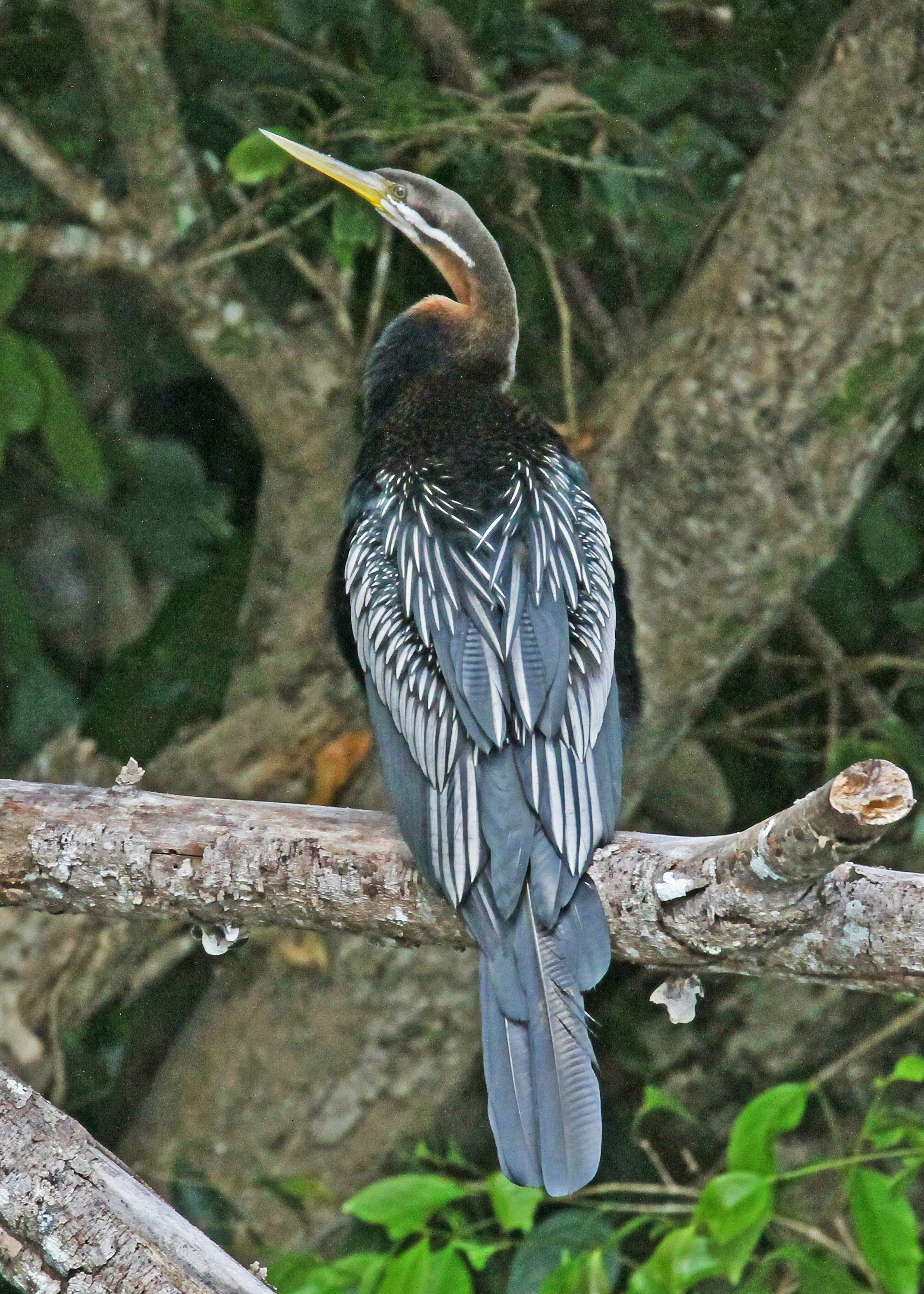
Самець
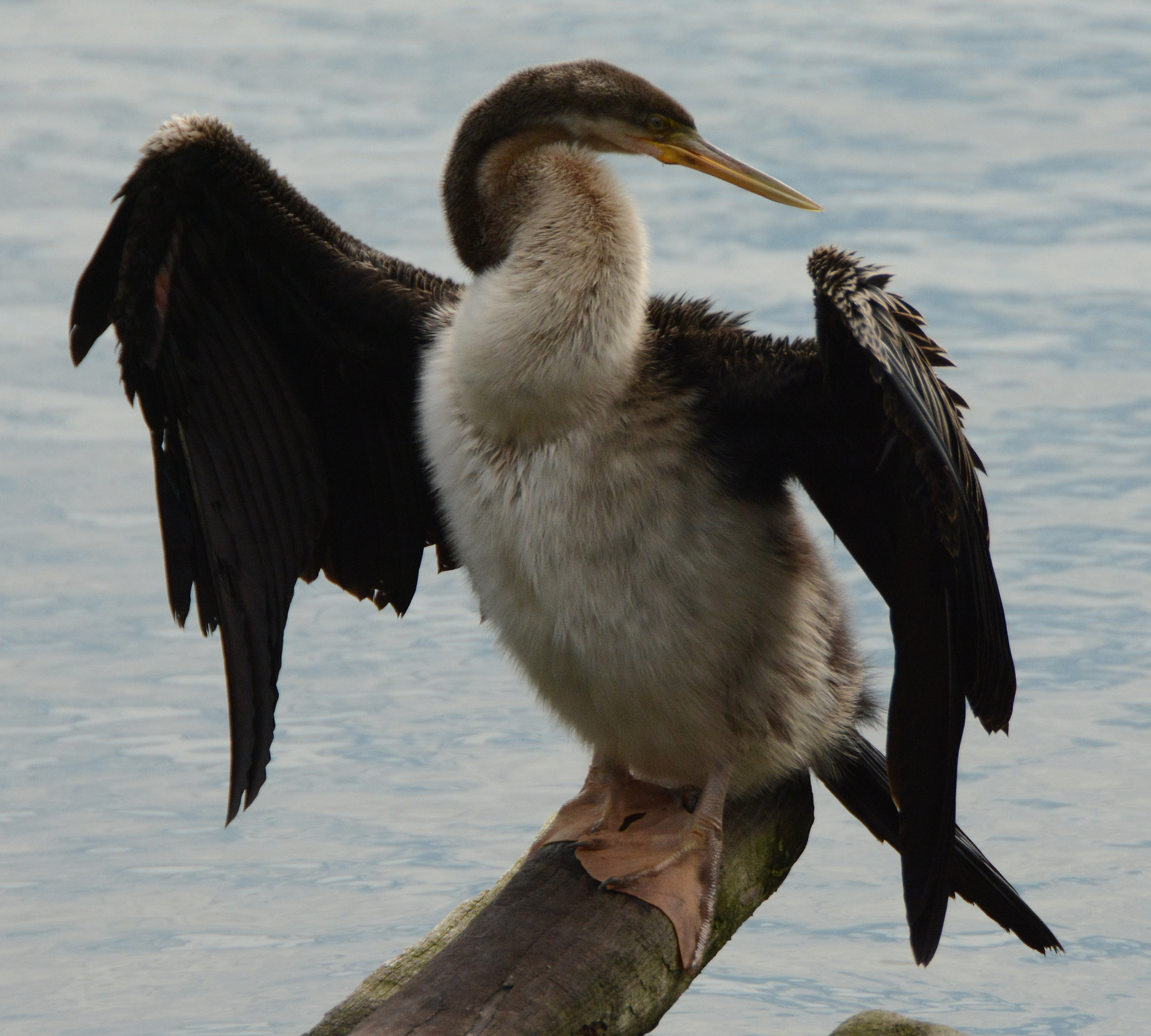
Самиця

## Спосіб життя
Мешкає у різних водно-болотяних середовищах: річках, озерах і болотах. Поживу шукає у воді. Живиться, переважно, рибою. Крім того поїдає земноводних, змій, невеликих черепах, ракоподібних, великих комах тощо.

## Розмноження
Моногамний вид. Розмножується у сезон дощів. Гнізда будують на деревах, що стоять над водою. Інколи розмножуються невеликими колоніями до 10 гнізд. Часто співіснують у колоніях бакланів. У гнізді 3-5 блідо-блакитних яєць. Насиджують та піклуються про пташенят обидва батьки. Інкубація триває 28 днів. Батьки вигодовують пташенят впродовж 50-60 днів.